# Październik (grupa literacka)
Październik (ros. Oktjabr) – rosyjska grupa literacka działająca w Moskwie w latach 1922–1925.
Grupa była ideowo i organizacyjnie związana z Proletkultem. W 1923 przyłączyła się do Moskiewskiego Stowarzyszenia Pisarzy Proletariackich. Członkowie grupy weszli w skład redakcji czasopism „Na postu” i „Oktjabr”, wydawanych przez stowarzyszenie. W 1925 pismo „Na postu” zostało zamknięte pod wpływem rezolucji KC RKP(b) potępiającej „sekciarstwo” w literaturze.
Grupę utworzyli młodzi członkowie partii bolszewickiej, którzy odeszli z grupy Kuznica, nie zgadzając się z jej umiarkowanym programem (Siemion Rodow, Alieksiej Dorogojczenko), członkowie Młodej Gwardii (Artiom Wiesioły, Aleksandr Biezymienski, Aleksandr Żarow, Nikołaj Kuzniecow), grupy Raboczaja wiesna (A. Sokołow, Aleksandr Isbach, Iwan Doronin), a także pisarze wcześnie niezrzeszeni (Jurij Libiedinski, G. Lelewicz, Aleksandr Tarasow-Rodionow). W skład grupy weszli później m.in.: Leopold Awerbach i Dmitrij Furmanow. W 1924 kilku członków Października założyło własną grupę Pieriewał, nie godząc się z programem grupy Październik.
Członkowie grupy określali siebie jako prawdziwych pisarzy proletariackich. Krytycznie odnosili się do grup Kuznica, Pierewał i do poputczyków oraz do nurtów artystycznych jak Imażynizm, kubofuturyzm, symbolizm, dekadentyzm, formalizm. Postulowali powstanie literatury proletariackiej, która miała służyć agitacji partii bolszewickiej, pomagać w przebudowie klasy robotniczej w kierunku społeczeństwa komunistycznego. Deklaracje ideowe grupy Październik stały się następnie podstawą programu Moskiewskiego Stowarzyszenia Pisarzy Proletariackich i Wszechrosyjskiego/Wszechzwiązkowego Stowarzyszenia Pisarzy Proletariackich.